# Rotax E6
Rotax E6 – typ tramwaju produkowanego w latach 1979–1990 przez Bombardier–Rotax (wcześniej Lohner) dla przedsiębiorstwa komunikacyjnego w Wiedniu.

## Historia
Przedsiębiorstwo w Wiedniu zakupiło wagony E6 do obsługi linii U6, która w 1989 została włączona do sieci wiedeńskiego metra. Tramwaje tego typu kursowały z doczepami c6, w zestawieniu E6+c6+T+c6+E6.
W 2008 MPK Kraków zakupiło 25 składów E6+c6 i wykorzystało do budowy tramwajów EU8N (dwa dalsze zakupiono na części).
Używane wagony E6 z wiedeńskiego metra trafiły również do Utrechtu.

## Konstrukcja
Rotax E6 to dwukierunkowy, dwuczłonowy wagon silnikowy, który jednorazowo może przewieźć 103 pasażerów, w tym 31 na miejscach siedzących. Opiera się na trzech wózkach, z których dwa skrajne posiadają po jednym silniku typu WD 785 V o mocy 190 kW (750 V – 190 kW, 280 A, 1560 obr./min; 600 V – 150 kW, 280 A, 1120 obr./min). Jego prędkość maksymalna wynosi 65 km/h. Jest wyposażony w sterowanie wielokrotne i może być łączony w składy z przyczepami typu c6.

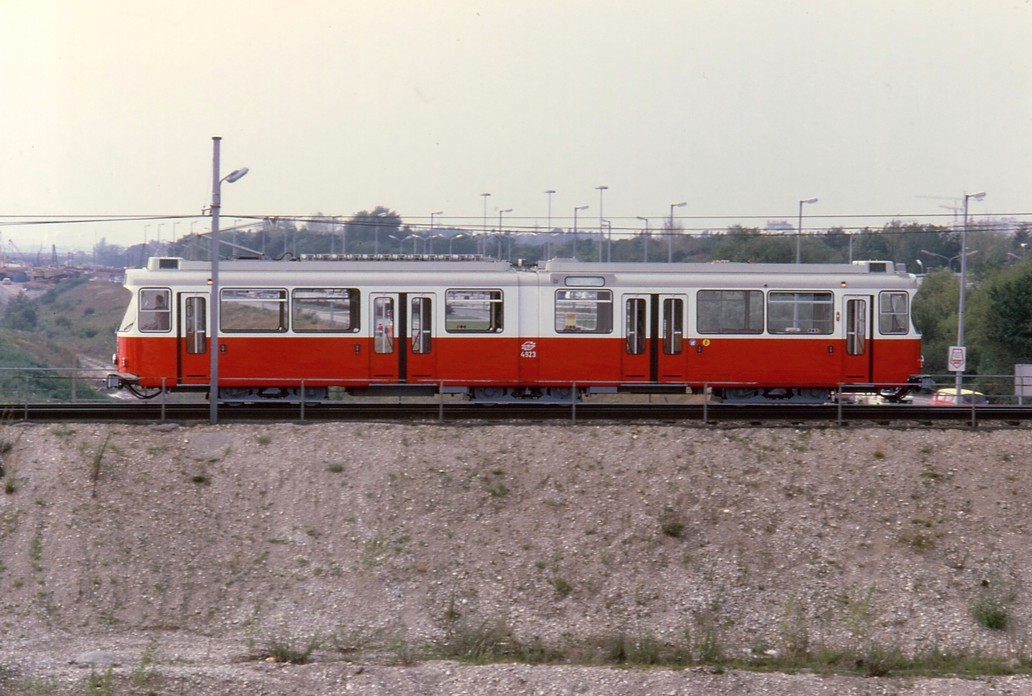
Widok boczny wagonu E6
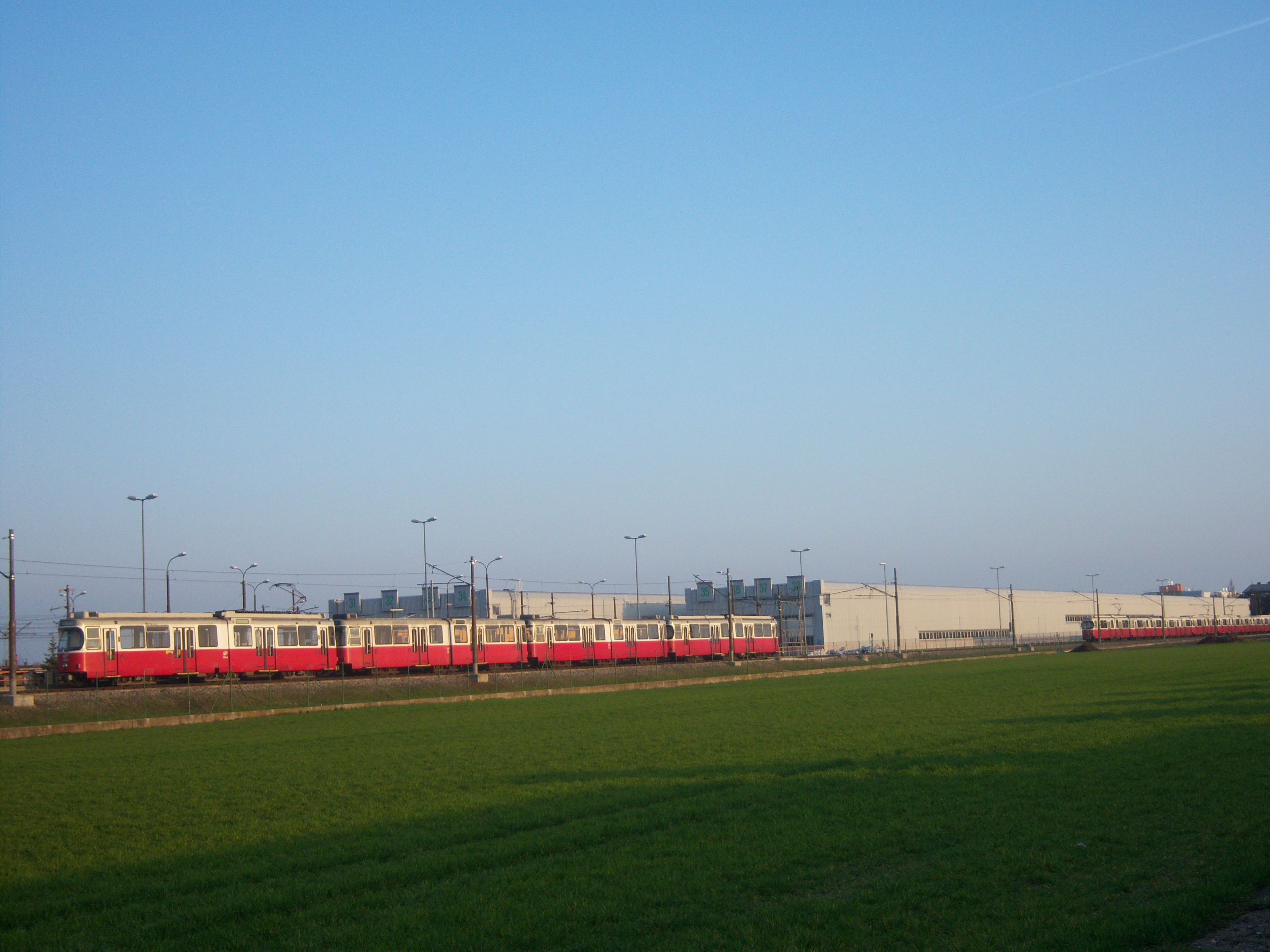
Skład E6+c6+c6+E6